# Stadion Miejski Poznań
Stadion Miejski Poznań er et fodboldstadion i den polske by Poznań. Stadionet har en kapacitet på 43.000 tilskuere og er hjemmebane for Lech Poznan. Stadion Miejski blev indviet i 1980, og er efterfølgende blevet renoveret i 2003-10.
Stadionet er et af de fire stadions i Polen, der vil blive benyttet i forbindelse med afviklingen af Europamesterskabet i fodbold 2012. 
Stadion Miejski Poznań anvendes endvidere til andre kulturelle aktiviteter, herunder rockkoncerter.